# Cratere Lents
Lents, a volte chiamato anche Lenz, è un cratere lunare di 21,98 km situato nella parte nord-orientale della faccia nascosta della Luna.
Il cratere è dedicato al fisico russo Heinrich Lenz.

## Crateri correlati
Alcuni crateri minori situati in prossimità di Lents sono convenzionalmente identificati, sulle mappe lunari, attraverso una lettera associata al nome.
| Lents | Coordinate            | Diametro (in km) |
| ----- | --------------------- | ---------------- |
| C     | 3°16′48″N 101°46′12″W | 23,29            |
| J     | 3°37′48″S 97°22′12″W  | 15,82            |

Il cratere Lents K è stato ridenominato dall'Unione Astronomica Internazionale Kramarov nel 1991.